# Feldmaršal (Pakistan)
Feldmaršal (angleško Field Marshal) je najvišji (generalski) vojaški čin (petzvezdni) Pakistanske kopenske vojske, ki v sklopu Natovega standarda STANAG 2116 sodi v razred OF-10. Čin je bil neposredno prevzet po istem britanskem činu, pri čemer so zamenjali krono s polmescem z zvezdo in tudi preoblikovali zvezdo.
Nadrejen je činu generala. Enakovreden je činu maršala vojnega letalstva Pakistanskega vojnega letalstva, činu admirala flote Pakistanske vojne mornarice in činu/položaju  (Pakistan) Pakistanske obalne straže.
Oznaka čina je sestavljena iz: prekrižanega para maršalskih palic v hrastovemu vencu in izvezane peterokrake zvezde, ki je tudi obdana s hrastovim vencem., ki je pritrjena na epoleto; v primerjavi z nižjimi čini, ki imajo na epoleti še oznako rodova oz. službe kopenske vojske ter na dnu epolete tudi prepleteno vrvico škrlatno-pakistansko zelene-škrlatne barve, ima epolete le oznako čina.
Do sedaj je bil le eden vojak povišan v čin feldmaršala in sicer Mohamed Ajub Kan, ki se je sam povišan v čin.